# 傑克·亨德里
傑克·威廉·亨德里（英語：Jack William Hendry；1995年5月7日—）是蘇格蘭的一位職業足球運動員，在場上的位置是後衛。他曾效力過威根等球隊，現效力於沙特职业足球联赛球隊伊蒂法克。他也代表蘇格蘭足球代表隊參加比賽。

## 球會生涯

### 帕尔蒂克
亨德里在2014年8月開始便效力帕尔蒂克，於2015年5月23日對马瑟韦尔的比賽首次職業上場，此前他通常參加球隊發展隊聯賽。2015年6月2日，他與球會續約一年。他在季前熱身賽表現出色，使他在新球季揭幕日作客咸美顿獲得替補上場機會，中後衛弗朗斯在29分鐘便獲得紅牌離場，因此他上場幫助另一名中後衛隊友協防，最終他助球隊以0-0完場保持不失。

### 威根
2015年9月1日，他與威根簽約加盟。2016年3月，他被外借到英甲球會施鲁斯伯里至季末。2016年8月31日，他被外借到米尔顿凯恩斯至2017年1月，在10月4日英格蘭足球聯賽錦標賽作客1-0擊敗彼得伯勒联的比賽首次代表米尔顿凯恩斯上場。

### 邓迪联
2017年7月，他與邓迪联簽約兩年並成為球會上半季主力隊員。2018年1月，球會拒絕凱爾特人對他的報價，但最終在1月31日以破邓迪联球會紀錄價格賣給凱爾特人。

### 些路迪
2018年1月31日，他與些路迪簽約四年半，在2月3日作客基马诺克的比賽首次上場。
2020年1月22日，亨德里被外借到澳大利亞職業足球聯賽球會墨爾本城至季末，但他在第二次上場便十字韌帶受傷而需要進行手術。
2020年7月，他被外借到比利時甲組聯賽A球會皇家奧斯坦德，並附有優先購買權。他在2020年9月首次在比利時聯賽上場，參加對皇家梅赫倫足球會的比賽並在完場前取得入球，使球隊以1-0小勝取得3分。他在季後當選了年度最佳球員，並在2021年6月正式永久轉會。

### 布魯日
2021年8月31日，只是轉會至皇家奧斯坦德兩個月後，他被賣到另一比利時球會布魯日並簽約四年。他參加了球會以1-1打平陣容鼎盛的巴黎圣日耳曼比賽，並被BBC評為比賽最佳球員。他在對皇家安特卫普的比賽打進在布魯日首球，這比賽使球隊確定贏得聯賽冠軍。
2022年9月1日，亨德里被外借到意大利球會克雷莫納並附有購買權。

## 國家隊生涯
2018年3月，亨德里首次被徵召上蘇格蘭足球代表隊參加對哥斯達黎加和匈牙利的友誼賽。他於3月27日首次代表蘇格蘭上場，參加以1-0擊敗匈牙利的比賽。2021年3月，由於他在皇家奧斯坦德出色的表現，使他重新回到蘇格蘭代表隊，並參加了2020年歐洲足球錦標賽決賽週。2021年6月3日，他在對荷蘭的比賽打進在代表隊首顆進球。

## 榮譽

### 球會
些路迪
- 蘇格蘭足球超級聯賽：2017–18、2018–19[31]
- 蘇格蘭足總盃：2017–18、2018–19[31]
- 蘇格蘭聯賽盃：2018–19[31]

布魯日
- 比利時甲組聯賽A：2021–22
- 比利時超級盃：2022

### 個人
- 體育足球雜誌比利時職業聯賽年度最佳球員：2020–21[20]

## 外部連結
- Soccerway資料庫：傑克·亨德里
- 足球数据库：傑克·亨德里的球员统计数据